# Andrés Rodríguez (velocista)
Andrés Rodríguez (27 de junio de 1985) es un velocista de atletismo panameño que compite en los 200 metros y 400 metros. 

## Biografía
Tiene marcas personales de 21,30 segundos y 47,02 segundos, respectivamente. Es poseedor compartido de dos récords nacionales panameños, habiendo establecido récords de Relevo 4 × 100 metros en 2007.Ha representado a su país en cuatro ocasiones en el Campeonato Sudamericano de Atletismo y dos veces en los Juegos Centroamericanos y del Caribe. También ha participado en el Campeonato Mundial Juvenil de Atletismo. Ha ganado múltiples medallas a nivel centroamericano, incluida una medalla de oro en 400 m en 2008.

## Competencias Internacionales
| Año                    | Competencia                             | Lugar                    | Posición               | Evento                 | Notas                  |
| Representando a Panamá | Representando a Panamá                  | Representando a Panamá   | Representando a Panamá | Representando a Panamá | Representando a Panamá |
| ---------------------- | --------------------------------------- | ------------------------ | ---------------------- | ---------------------- | ---------------------- |
| 2001                   | Campeonato Mundial Sub-18               | Debrecen, Hungría        | 5.º (sf)               | 200 metros             | 21.50                  |
| 2002                   | Campeonato Mundial Sub-20               | Kingston, Jamaica        | 5.º (h)                | 200 metros             | 23.54                  |
| 2002                   | Campeonato Sudamericano Sub-18          | Asunción, Paraguay       | 3.º                    | 100 metros             | 11.13                  |
| 2003                   | Campeonato Centroamericano Juvenil      | San José, Costa Rica     | 2.º                    | 200 metros             | 21.99                  |
| 2003                   | Campeonato Centroamericano Juvenil      | San José, Costa Rica     | 1.º                    | 400 metros             | 48.67                  |
| 2003                   | Campeonato Sudamericano Sub-20          | Guayaquil, Ecuador       | 3.º                    | 100 metros             | 10.79                  |
| 2004                   | Campeonato Mundial Sub-20               | Grosseto, Italia         | 3.º (sf)               | 400 metros             | 47.42                  |
| 2005                   | Campeonato Centroamericano Juvenil      | Managua, Nicaragua       | 2.º                    | 100 metros             | 10.85                  |
| 2005                   | Campeonato Centroamericano Juvenil      | Managua, Nicaragua       | 2.º                    | 200 metros             | 22.07                  |
| 2006                   | Juegos Centroamericanos y del Caribe    | Cartagena, Colombia      | 6.º (h)                | 400 metros             | 49.49                  |
| 2006                   | Juegos Centroamericanos y del Caribe    | Cartagena, Colombia      | 5.º (h)                | Relevo 4 × 400 metros  | 3:17.05                |
| 2007                   | Juegos del ALBA                         | Caracas, Venezuela       | 2.º                    | Relevo 4 × 400 metros  | 40.07                  |
| 2007                   | Campeonato Sudamericano                 | São Paulo, Brasil        | 5.º                    | Relevo 4 × 400 metros  | 40.13                  |
| 2008                   | Campeonato Centroamericano              | San Pedro Sula, Honduras | 1.º                    | 400 metros             | 47.59                  |
| 2010                   | Juegos Centroamericanos                 | Ciudad de Panamá, Panamá | 8.º                    | 400 metros             | 51.28                  |
| 2010                   | Juegos Centroamericanos                 | Ciudad de Panamá, Panamá | 2.º                    | Relevo 4 × 400 metros  | 3:21.74                |
| 2011                   | Campeonato Sudamericano                 | Buenos Aires, Argentina  | 5.º                    | 200 metros             | 21.54                  |
| 2011                   | Campeonato Centroamericano y del Caribe | Mayagüez, Puerto Rico    | 4.º (h)                | 200 metros             | 21.30                  |
| 2012                   | Campeonato Iberoamericano               | Barquisimeto, Venezuela  | 5.º (h)                | 200 metros             | 21.19                  |
| 2012                   | Campeonato Centroamericano              | Managua, Nicaragua       | 2.º                    | 200 metros             | 21.35                  |
| 2012                   | Campeonato Centroamericano              | Managua, Nicaragua       | 2.º                    | Relevo 4 × 400 metros  | 42.45                  |
| 2013                   | Juegos Centroamericanos                 | San José, Costa Rica     | 4.º                    | 100 metros             | 10.81                  |
| 2013                   | Juegos Centroamericanos                 | San José, Costa Rica     | —                      | Relevo 4 × 400 metros  | DNF                    |
| 2013                   | Campeonato Centroamericano              | Managua, Nicaragua       | 2.º                    | 100 metros             | 10.67                  |
| 2013                   | Campeonato Centroamericano              | Managua, Nicaragua       | 1.º                    | Relevo 4 × 400 metros  | 41.6                   |
| 2013                   | Campeonato Sudamericano                 | Cartagena, Colombia      | 5.º (h)                | 100 metros             | 10.88                  |
| 2013                   | Campeonato Sudamericano                 | Cartagena, Colombia      | 8.º                    | 200 metros             | 21.75                  |
| 2013                   | Juegos Bolivarianos                     | Trujillo, Perú           | 6.º                    | 100 metros             | 10.72                  |
| 2013                   | Juegos Bolivarianos                     | Trujillo, Perú           | 6.º                    | 200 metros             | 21.60                  |
| 2014                   | Juegos Centroamericanos y del Caribe    | Xalapa, México           | 7.º                    | 200 metros             | 21.50                  |
| 2015                   | Campeonato Sudamericano                 | Lima, Perú               | 5.º (h)                | 100 metros             | 11.00                  |
| 2015                   | Campeonato Sudamericano                 | Lima, Perú               | 5.º (h)                | 200 metros             | 22.11                  |
| 2015                   | Campeonato Centroamericano              | Managua, Nicaragua       | 3.º                    | 200 metros             | 21.07                  |